# بوبي مارشال
بوبي مارشال (بالإنجليزية: Bobby Marshall)‏ (3 أبريل 1903 في المملكة المتحدة - 27 أكتوبر 1966 بتشيسترفيلد في المملكة المتحدة) هو مدرب كرة قدم ولاعب كرة قدم بريطاني (وحمل سابقاً جنسية المملكة المتحدة لبريطانيا العظمى وأيرلندا) في مركز الهجوم. لعب مع ستوكبورت كونتي ومانشستر سيتي ونادي سندرلاند.